# Escudo de Buriatia
El escudo de la República de Buriatia (en buriato: Буряад Республикын гурэнэй герб/һүлдэ, romanizado: Buryaad Respublikiin gurenei gerb/hülde; en ruso: Государственный герб Республики Бурятия) es uno de los símbolos oficiales de la República de Buriatia, un sujeto federal de Rusia. Fue adoptado el 20 de abril de 1995. Fue creado por Alexander Khorenov.

## Descripción
El escudo de armas de Buriatia tiene la forma de un escudo heráldico en el que se encuentran los tres colores de la bandera nacional: azul, blanco y amarillo. En la parte superior del disco hay un símbolo amarillo soyombo, un símbolo tradicional de Buriatia y, por extensión, Mongolia, que representa la vida eterna y consiste en una luna coronada por un sol coronado por fuego. En el centro están representadas las olas del lago Baikal, así como el fondo verde oscuro de las montañas, características del paisaje local. En la parte inferior, envuelta alrededor del disco, está representado un khata, símbolo de hospitalidad.
En virtud de una ley promulgada el 1 de enero de 2000, se suprimió una inscripción en el khata que decía «República de Buriatia» en ruso y buriato.